# Abdel Bari Atwan
Abdel Bari Atwan (en arabe : عبد الباري عطوان), né le 17 février 1950 à Deir el-Balah (un camp de réfugiés dans la bande de Gaza) est un journaliste palestinien.

## Biographie
Il grandit dans une famille de 11 enfants. Après ses études à l'école primaire dans le camp des réfugiés, il continue ses études en Jordanie en 1967. En 1970, il intègre l'université du Caire, où il suit des études de journalisme.
Après avoir travaillé pour de nombreux journaux arabes, il dirige le journal al-Quds al-Arabi, l’un des trois grands quotidiens écrits en langue arabe édités à Londres, de 1989 à 2013. Abdel Bari Atwan est considéré comme l’un des éditorialistes les plus importants de la presse arabe et est une figure très écoutée et très populaire dans le monde arabe. Il intervient sur les chaînes Al Jazeera et la BBC.
Il est membre du Conseil national palestinien (Parlement palestinien) depuis 1990.